# Seychellisk rupie
Seychellisk rupie (SR – Seychellois rupee eller Roupi) är den valuta som används i Seychellerna utanför Afrikas östkust. Valutakoden är SCR. 1 rupie = 100 cent.
Valutan infördes 1914 och ersatte den mauritiska rupien. 

## Användning
Valutan ges ut av Central Bank of Seychelles – CBS. Denna grundlades 1983 och ersatte då den tidigare Seychelles Monetary Authority. Den har huvudkontoret i Victoria.

## Valörer
- mynt: 1 och 5 rupie
- underenhet: 1, 5, 10 och 25 cent
- sedlar: 10, 25, 50, 100 och 500 SCR